# 恩派爾 (喬治亞州)
恩派爾（英語：Empire）是位於美國喬治亞州布萊克利縣和道奇縣的一個人口普查指定地區。

## 地理
恩派爾的座標為32°20′25″N 83°17′46″W / 32.34028°N 83.29611°W，而該地最高點為海拔高度118米（即386英尺）。

## 人口
根據2010年美國人口普查的數據，恩派爾的面積為6.00平方千米，當中陸地面積為5.96平方千米，而水域面積為0.04平方千米。當地共有人口393人，而人口密度為每平方千米65人。